# Linha do Sul

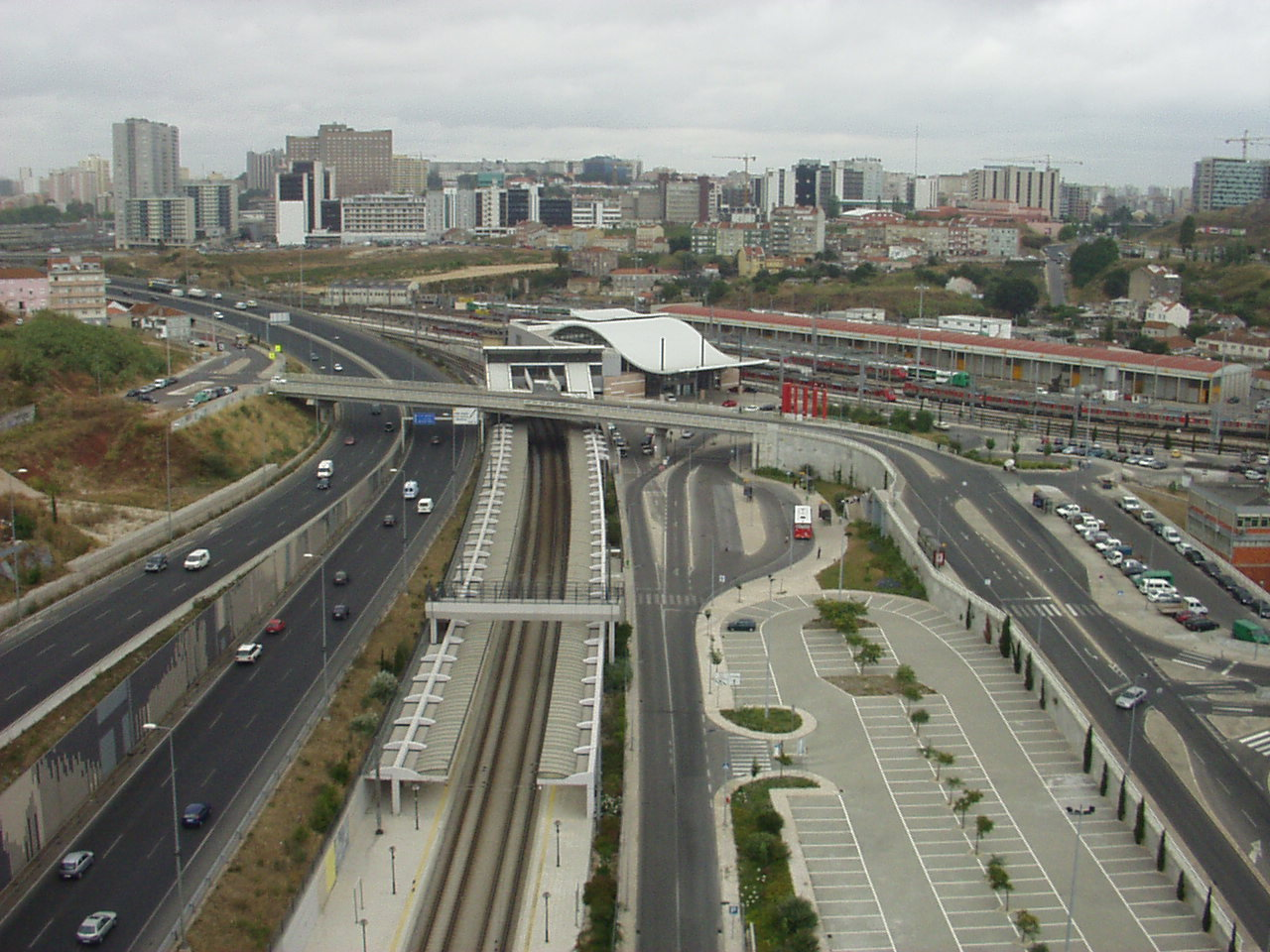
Estação de Campolide A, PK 0 da Linha do Sul.

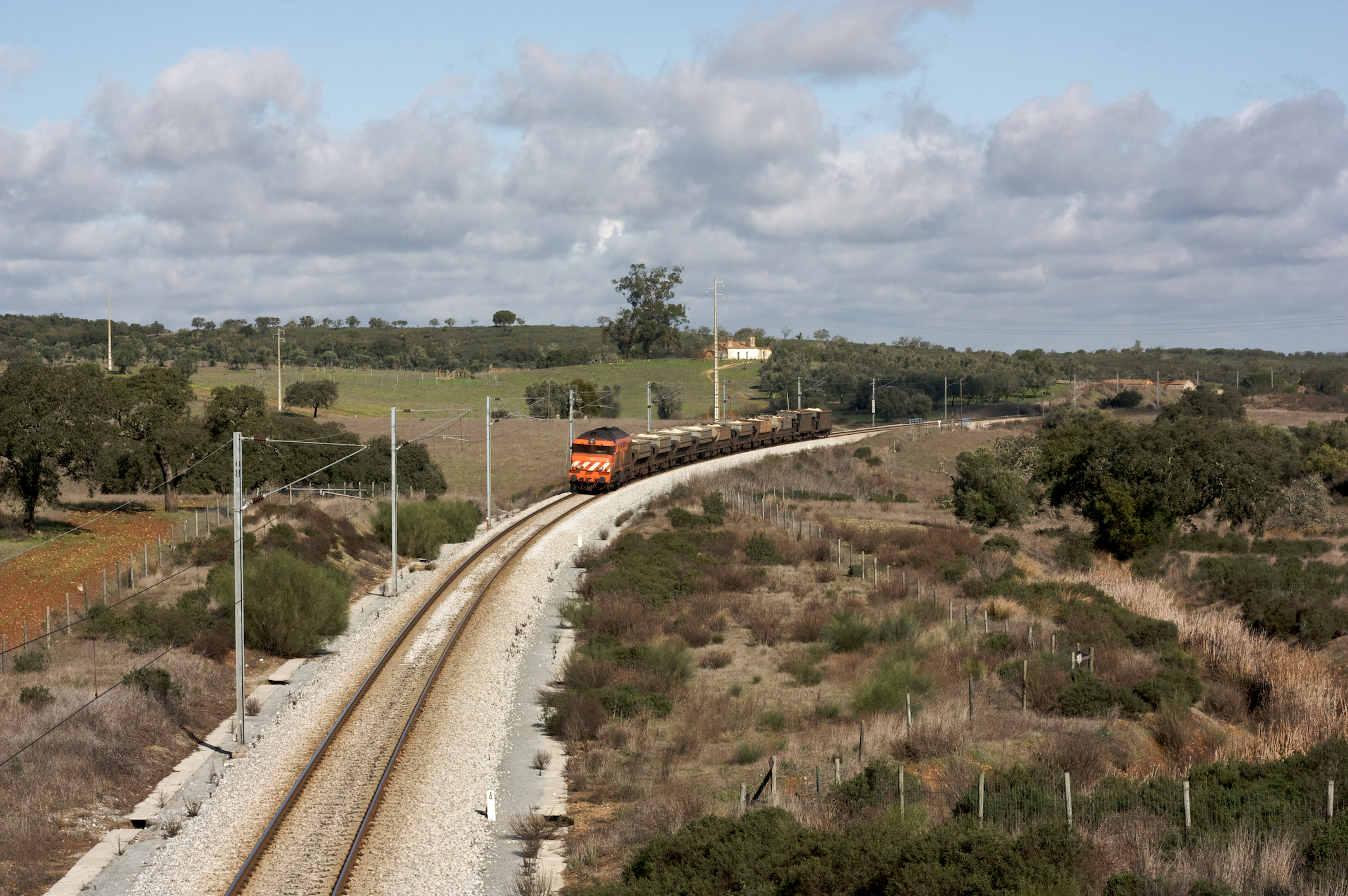
Linha do Sul, perto de Azinheira dos Barros, no concelho de Grândola.

A Linha do Sul é uma ferrovia portuguesa que liga a estação de Campolide A, em Lisboa, à estação de Tunes, no Algarve, numa distância total de 273,6 km. O primeiro troço da linha, entre o Pinhal Novo e Setúbal, entrou ao serviço em 1861 pela Companhia Nacional dos Caminhos de Ferro ao Sul do Tejo, e em 1869 passou para a posse do estado, que o prolongou até à Funcheira em 25 de Maio de 1920. A linha foi integrada na Companhia dos Caminhos de Ferro Portugueses em 1927, e em 2003 foi prolongada até Lisboa, atravessando o Rio Tejo pela Ponte 25 de Abril. O troço entre o Pinhal Novo e a Funcheira foi até 1992 classificado como a Linha do Sado, sendo que até essa data classificava-se como Linha do Sul o troço Barreiro - Vila Real de Santo António via Vendas Novas e Beja (atualmente denominado Linha do Alentejo).

## Caracterização

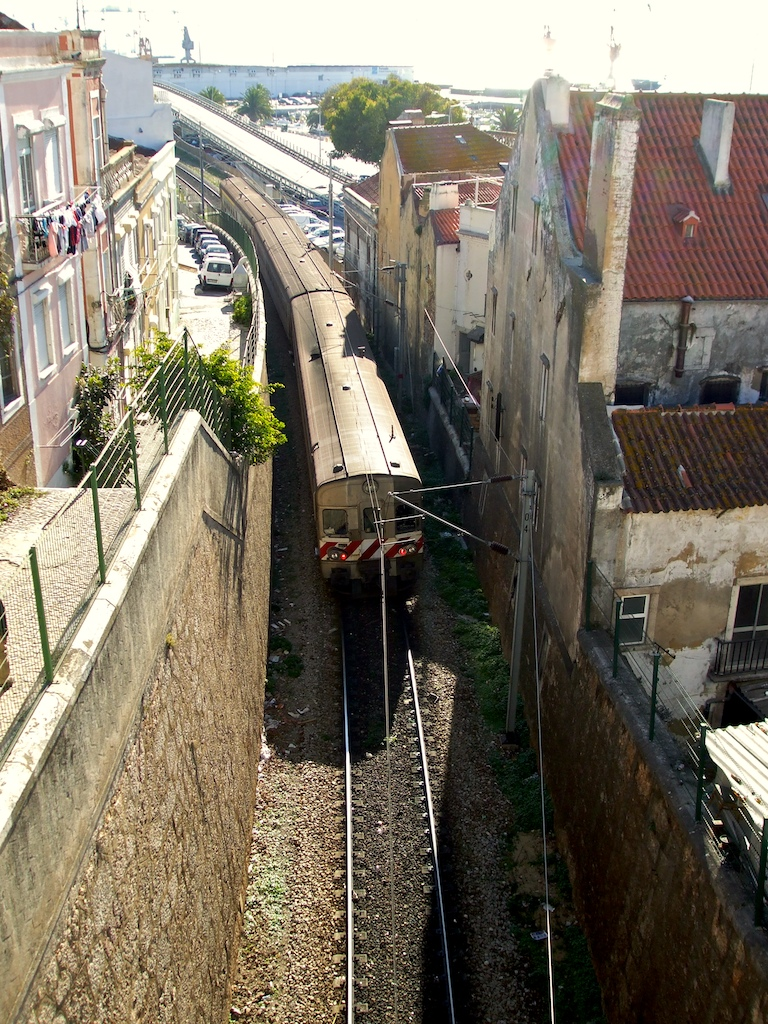
Comboio urbano 17264 (“Linha do Sado”: Praias do Sado A -
Barreiro) da CP Lisboa, a entrar no Túnel das Fontainhas, na Linha do Sul, em 2008.

É a segunda linha ferroviária mais importante de Portugal, a seguir à Linha do Norte [carece de fontes?], ligando Lisboa a Tunes e daí — através da Linha do Algarve — a Faro. Esta linha está totalmente electrificada e é maioritariamente em via única, com alguns troços de via dupla.

### Tráfego de passageiros
Entre Campolide e Setúbal existe um forte tráfego de comboios suburbanos explorados por uma empresa privada, a Fertagus, que detém até final de 2019 a concessão deste serviço. Os restantes serviços estão a cargo da CP.

### Material circulante
Entre o material circulante diesel utilizado nesta linha, estiveram as locomotivas da Série 1200, que rebocavam serviços urbanos entre o Barreiro, Setúbal e Praias-Sado. Estas locomotivas também foram utilizadas para rebocar os comboios regionais ao longo da linha, até à Funcheira. Outras séries utilizadas nesta linha incluíram a 1520, que em Outubro de 1992 estava a rebocar comboios urbanos entre o Barreiro e Praias-Sado, e a Série 1900, nos comboios de carvão a partir de Neves-Corvo. Em termos de automotoras, regista-se a passagem da Série 0600, que em 1999 entrou ao serviço na Linha do Sado.
Quanto a material eléctrico, destacam-se as automotoras da Série 4000, utilizadas nos comboios Alfa Pendulares entre o Porto e Faro, as automotoras Séries 2300/2400 e Série 3500 nos urbanos, as automotoras Série 2240 nos regionais Barreiro - Faro e nos urbanos (em substituição das Séries 2300/2400), as locomotivas da Série 5600 nos serviços Intercidades e de mercadorias e Série 4700 nos serviços de mercadorias.

### Tráfego de mercadorias
Ao longo do século XX, as estações desta linha tiveram um importante movimento de carga com as estações no Algarve, da Área Metropolitana de Lisboa, com predominância para a Península de Setúbal. As estações de Santa Clara-Sabóia, Pereiras, São Marcos da Serra, Setúbal e Alvalade exportaram madeiras e lenhas em grande quantidade, enquanto que Setúbal recebeu farinhas e óleos e peixe, e azeite em embalagens, sendo todas estas mercadorias originárias do Algarve Outra estação de grande importância em termos de tráfego de carga foi São Bartolomeu de Messines, onde se centrava um dos principais núcleos industriais de panificação no Algarve. Por outro lado, a Linha do Sado permitiu um movimento de mercadorias mais rápido entre o Algarve e o resto de Portugal, especialmente as áreas portuárias de Setúbal e Lisboa.  Num artigo publicado no jornal Diário de Notícias de 22 de Novembro de 1929, um importante lavrador da região do Alentejo afirmou que anualmente chegavam pelos caminhos de ferro e por via marítima mais de 200 mil sacas de adubo, testemunhando a importância dos transportes como promotores do desenvolvimento da agricultura na região.
Outros importantes serviços de mercadorias foram os comboios de carvão desde o Porto de Sines até à Central Termoeléctrica do Pego, iniciados na década de 1990, de minério desde as Mina de Neves-Corvo, e de automóveis desde o complexo da AutoEuropa, em Palmela, até ao Porto de Setúbal.

Dado que todo o tráfego de mercadorias está proibido na Ponte 25 de Abril,[carece de fontes?] todos os serviços deste tipo são efectuados via Linha de Vendas Novas, não existindo assim serviços de mercadorias na Linha do Sul a norte do Ramal da Siderurgia Nacional.

### Variante de Alcácer

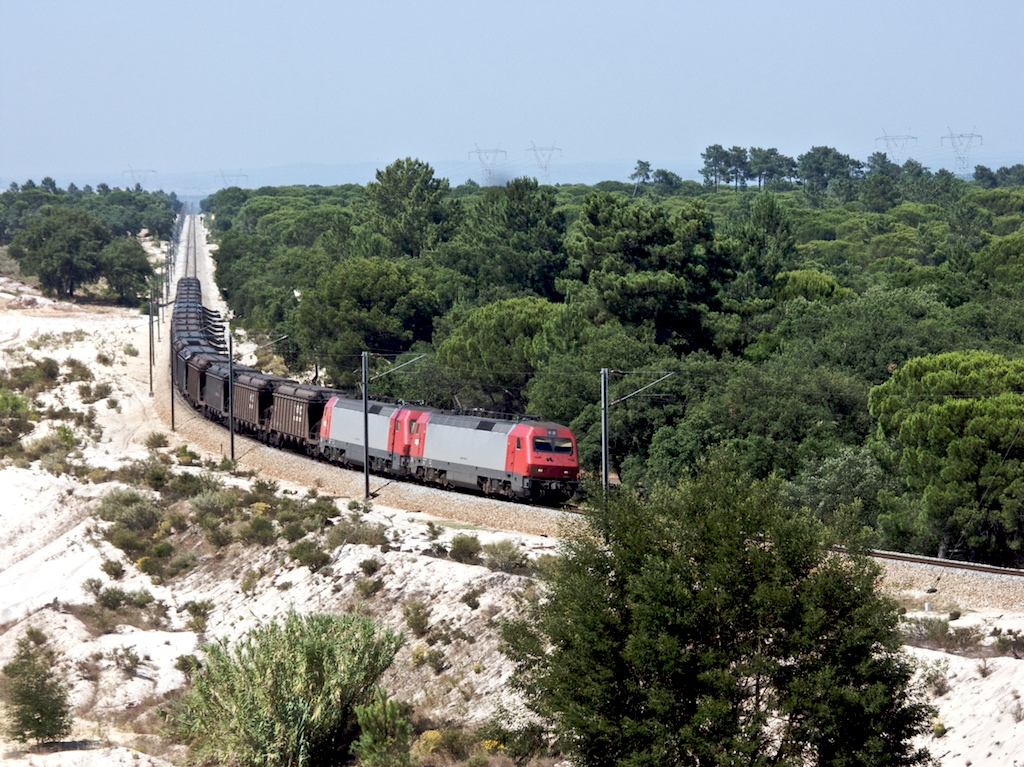
Comboio de carvão junto a Alcácer do Sal, em 2008.

Entre os PK 58+741 (um pouco a sul da estação de Pinheiro) e 94+700 (junto à estação da Somincor) existe desde início do século XXI um troço com cerca de 29 km extensão que substitui o traçado original: designa-se Variante de Alcácer por evitar esta estação, bem como como as de Monte Novo - Palma e de Vale do Guizo; com efeito este traçado variante não contempla qualquer interface de passageiros. Inclui não obstante quatro viadutos:
- O primeiro é sobre a ribeira de São Martinho com 852 m,
- o segundo sobre ribeira de Água Cova com 271 m,
- o terceiro sobre o Rio Sado com aproximadamente 2735 m e
- o último sobre  o IC1 com 52 metros.[19]

Situa-se neste troço, ao PK 60+978, a zona neutra da Variante de Alcácer (assim singularmente designada, ao contrário de quase todas as restantes, que tomam o nome da interface mais próxima) que divide em duas partes, isolando-as, o segmento da Linha do Sul eletrificado pela subestação de tração de de Monte Novo - Palma, em paralelo com a zona neutra daquela estação.

## História
| Estações                        | Ext. /km | Inauguração            | Nomes anteriores      | Nomes posteriores          |
| ------------------------------- | -------- | ---------------------- | --------------------- | -------------------------- |
| Campolide – Fogueteiro          | 017,730  | 29 de Julho de 1999    | Eixo Norte-Sul        |                            |
| Fogueteiro – Pinhal Novo        | 019,076  | 24 de Julho de 2003    | Eixo Norte-Sul        |                            |
| Pinhal Novo – Setúbal           | 012,800  | 1 de Fevereiro de 1861 | R. Setúbal / L.ª Sado |                            |
| Setúbal – Alcácer do Sal        | 040 0    | 25 de Maio de 1920     | Linha do Sado         |                            |
| Pinheiro - Somincor             | 027,812  | 12 de Dezembro de 2010 | Variante de Alcácer   | Variante de Alcácer        |
| Alcácer do Sal – Grândola       | 025 0    | 14 de Julho de 1918    | Linha do Sado         |                            |
| Grândola – Canal Caveira        | 06 0     | 22 de Outubro de 1916  | Linha do Sado         |                            |
| Canal Caveira – Lousal          | 013 0    | 20 de Setembro de 1916 | Linha do Sado         |                            |
| Lousal - Alvalade               | 013 0    | 20 de Setembro de 1916 | Linha do Sado         |                            |
| Alvalade - Garvão (Funcheira)   | 011 0    | 20 de Setembro de 1916 | Linha do Sado         |                            |
| Garvão (Funcheira) - Amoreiras  | 06,626   | 3 de Junho de 1888     | C.º de Ferro do Sul   |                            |
| Amoreiras - Odemira - Faro      | 113,830  | 1 de Julho de 1889     | C.º de Ferro do Sul   | L.ª Algarve (Tunes a Faro) |
| Faro - Olhão                    | 010 0    | 1 de Maio de 1904      | C.º de Ferro do Sul   | Linha do Algarve           |
| Olhão - Fuseta                  | 08 0     | 1 de Setembro de 1904  | C.º de Ferro do Sul   | Linha do Algarve           |
| Fuseta - Luz                    | 01 0     | 4 de Fevereiro de 1905 | C.º de Ferro do Sul   | Linha do Algarve           |
| Luz - Tavira                    | 06 0     | 10 de Março de 1905    | C.º de Ferro do Sul   | Linha do Algarve           |
| Tavira - V. R. de Santo António | 031 0    | 14 de Abril de 1906    | C.º de Ferro do Sul   | Linha do Algarve           |
| V.R.S.A. - V.R.S.A.-Guadiana    | 00,963   | 24 de Janeiro de 1952  | C.º de Ferro do Sul   | Linha do Algarve           |

### Antecedentes
Um dos primeiros projectos ferroviários em Portugal foi a apresentação, em 1844, de uma linha entre Alcácer do Sal e o Alentejo, de modo a complementar as deficientes ligações rodoviárias e marítimas nesta região.

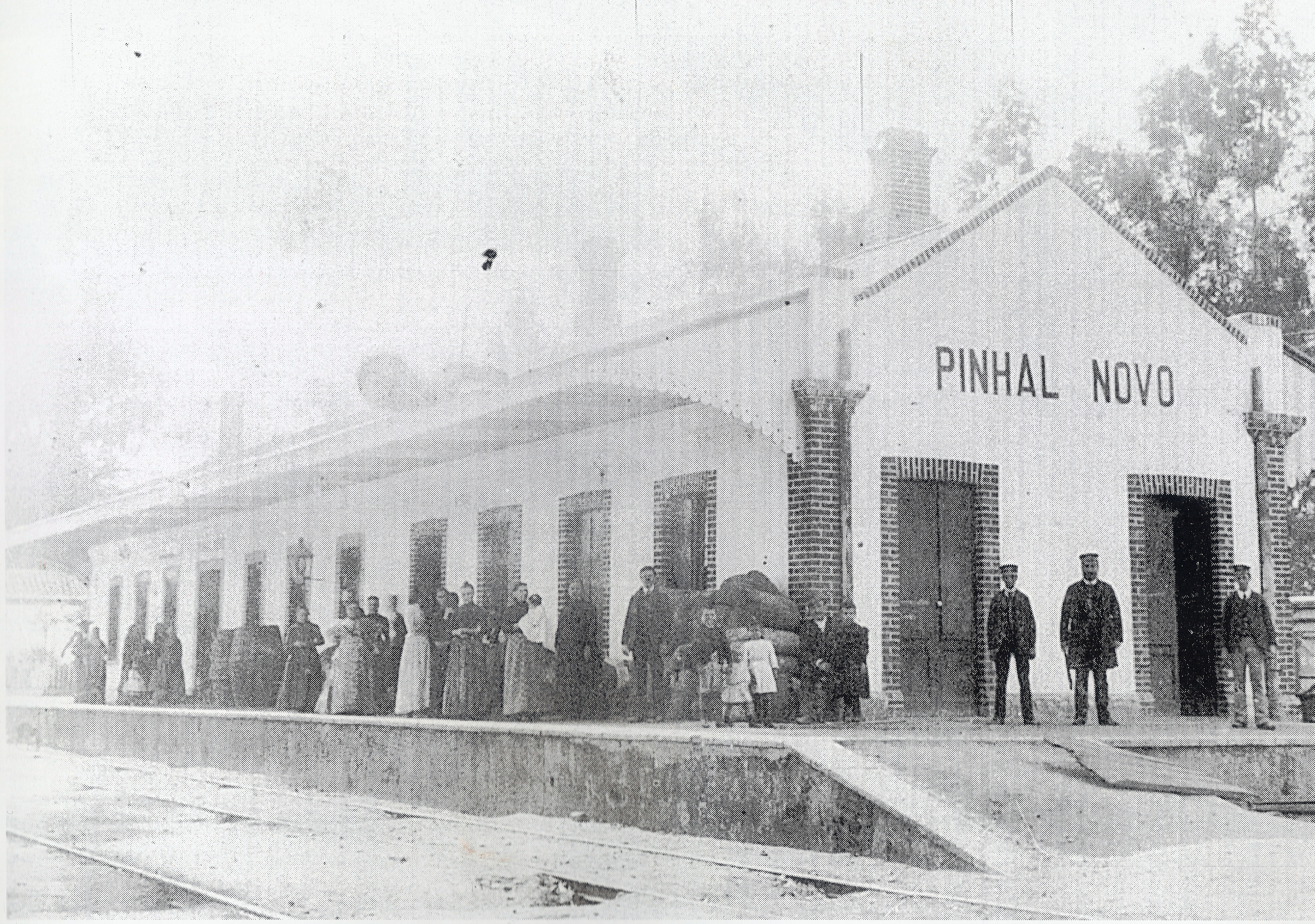
Estação original do Pinhal Novo, nos finais do século XIX.

### Troço entre o Pinhal Novo e Setúbal
Em meados do século XIX, a Companhia Nacional dos Caminhos de Ferro ao Sul do Tejo propôs uma linha entre a região do Alentejo e margem Sul do Rio Tejo, onde se ligaria a Lisboa por via fluvial. Este projecto foi dividido em duas metades pelo governo, sendo a Companhia Nacional responsável pelo troço desde a margem Sul até Vendas Novas, enquanto que a Companhia do Sueste deveria continuar a linha até Beja e Évora.
Desta forma, a Companhia Nacional inaugurou o troço entre o Barreiro e Vendas Novas em 1 de Fevereiro de 1861, com um ramal entre o Pinhal Novo e Setúbal. Ambos os lanços utilizavam originalmente a bitola padrão, enquanto que a Companhia do Sueste já tinha iniciado a construção além de Vendas Novas, em Bitola ibérica, forçando ao transbordo de passageiros e mercadorias entre comboios naquela estação. De forma a tentar resolver este problema, o governo nacionalizou a Companhia Nacional em finais de 1861, e fundiu-a com a Companhia do Sueste em 1864. O contrato entre o governo e a Companhia do Sueste incluía a obrigatoriedade de mudar a bitola das antigas linhas da Companhia Nacional, e a construção de uma nova estação em Setúbal, num local diferente. No ano seguinte, esta empresa começou a alterar a bitola nas antigas linhas da Companhia Nacional, incluindo o Ramal de Setúbal. Em 1869, a Companhia do Sueste também foi nacionalizada, ficando o estado a explorar directamente a rede ferroviária, formando a divisão dos Caminhos de Ferro do Sul e Sueste.
Originalmente, o Ramal de Setúbal tinha sido construído utilizando carris de ferro em forma de T duplo assimétrico, no sistema champignon simples, com um peso de 30 Kg por metro, seguros por coxins. Os carris foram parcialmente substituídos por outros mais resistentes, quando a Companhia do Sueste alargou a bitola da via férrea, tendo os antigos carris sido utilizados noutras linhas, como o lanço entre Beja e Quintos do Ramal de Moura. Após a integração da divisão do Sul e Sueste, passou a usar carris de aço de perfil vignole, com 30 Kg, do tipo padrão nos caminhos de ferro estatais.

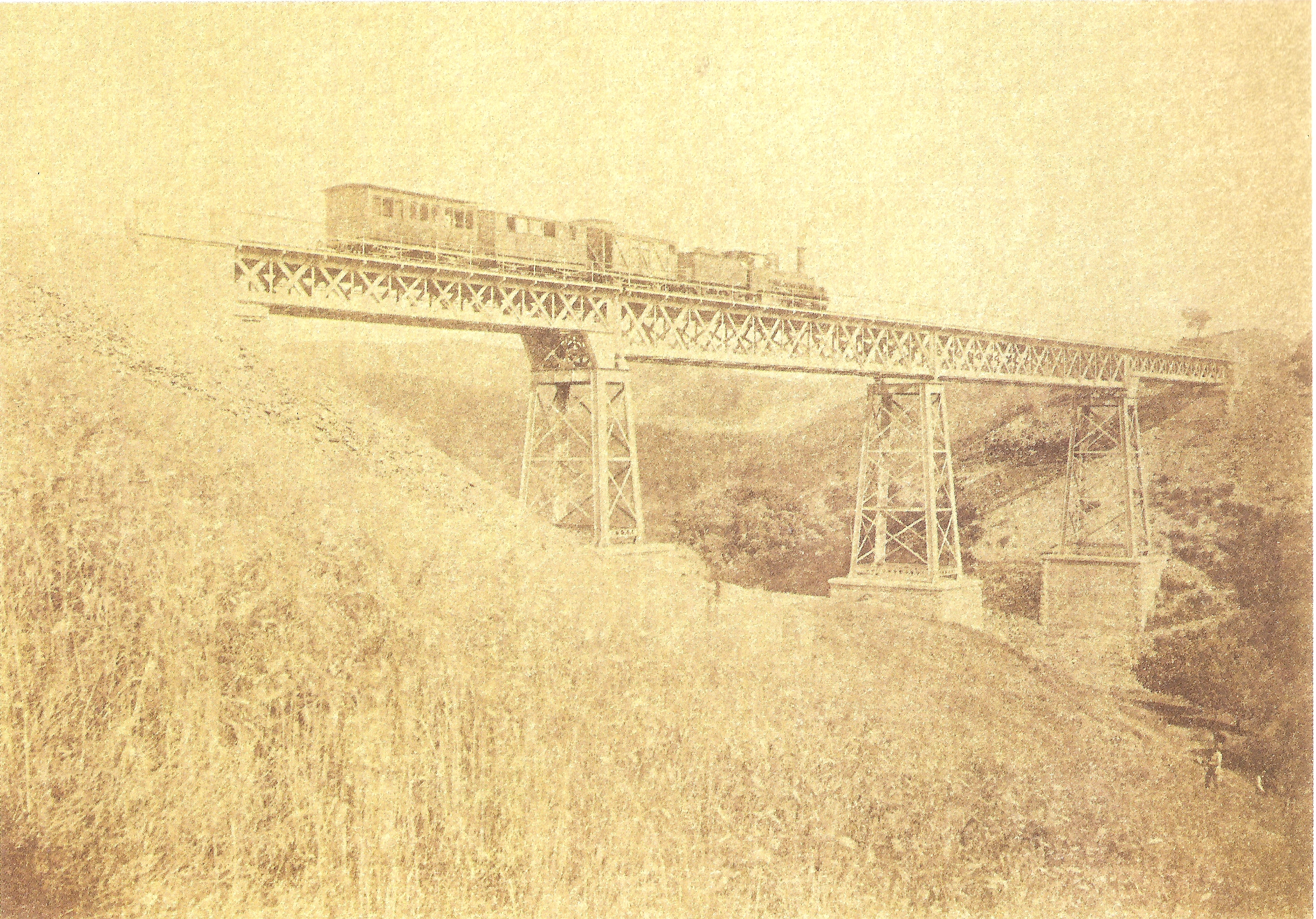
Antiga Ponte Ferroviária de Magra, ao PK 237,835 da Linha do Sul, demolida na primeira metade do século XX.

### Troço entre a Funcheira e Tunes
Os lanços do Barreiro a Vila Real de Santo António, via Beja, foram construídos originalmente como parte do Caminho de Ferro do Sul, igualmente denominado de Linha do Sul. Assim, o lanço entre a Funcheira e Amoreiras-Odemira entrou ao serviço em 3 de Junho de 1888, em conjunto com o tramo entre a Funcheira e Casével, enquanto que o tramo de Amoreiras a Faro abriu à exploração em 1 de Julho de 1889.

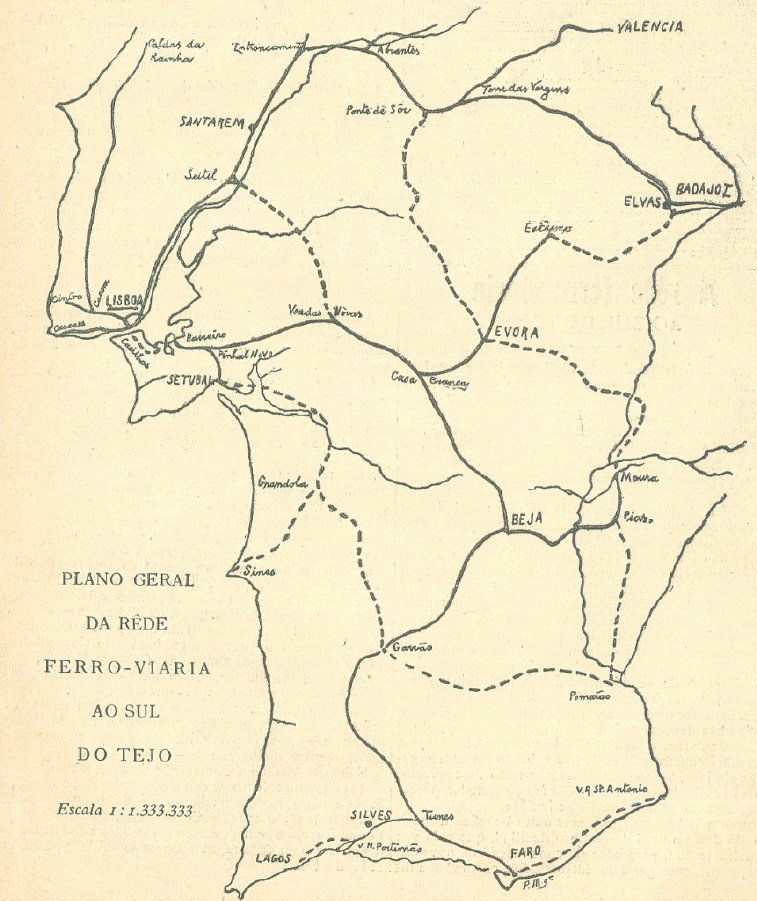
Plano da Rede ao Sul do Tejo, incluindo o projecto de Setúbal até Garvão. Nessa altura, o projecto para Sines iniciava-se em Grândola.

### Troço entre Setúbal e Funcheira

#### Primeira fase
Em 1877, o engenheiro e político Sousa Brandão defendeu a continuação da linha de Setúbal até ao Algarve, porque proporcionava uma viagem mais rápida até esta região a partir de Lisboa do que o Caminho de Ferro do Sul, que tinha de dar a volta por Beja. Por outro lado, esta linha seria de fácil construção, apenas se verificando algumas dificuldades na transição do Esteiro da Marateca, e passaria por zonas de elevada produção florestal, mineira e agrícola, no vale do Rio Sado. Esta região, apesar de bastante rica, tinha graves problemas de comunicações, que se esperava que fossem resolvidos pelo caminho de ferro. Com efeito, em 1872 e 1880 foram registados várias jazidas mineiras no concelho de Grândola, e quando se iniciou a exploração das minas, como as da Caveira, Santa Juliana e Aljustrel, o principal meio de transporte eram as carroças dos almocreves, que carregavam a produção mineira até ao porto fluvial de Alcácer do Sal. Nalguns casos, este tráfego continuou mesmo após a construção do caminho de ferro. Ainda na década de 1860, tinha sido estudada uma linha desde a mina da Caveira até Alcácer do Sal, tendo-se chegado à conclusão que não seria muito dispendiosa, mas este projecto não chegou a avançar, tendo-se continuado a utilizar os carros a tracção animal. Os registos das jazidas de minério no concelho estiveram relacionados com os projectos para a construção da Linha do Sado.
Assim, o governo começou a planear a construção desta linha, tendo o concurso sido aberto por uma lei de 29 de Março de 1883, e outra lei, de 17 de Setembro, ordenou que o estado fizesse a construção do troço entre a estação de Setúbal e a margem do Rio Sado. Em 1898, um decreto ordenou a formação de duas comissões técnicas para elaborarem os planos das redes ferroviárias a Norte do Rio Mondego e a Sul do Rio Tejo, tendo este último sido oficialmente concluído em 15 de Maio de 1899. Entre os vários projectos classificados pelo Plano da Rede Ferroviária ao Sul do Tejo, estava a Linha do Sado, do Pinhal Novo a Garvão, incorporando o Ramal de Setúbal. Esta linha foi bem aceite pelas corporações consultivas, tendo sido considerada como prioritária pelo jornalista José Fernando de Sousa, que participou na comissão técnica.
O prolongamento até à margem do Sado foi autorizado por uma lei de 14 de Julho de 1899, tendo uma lei de 12 de Julho de 1901 disponibilizado 40.000$000 para auxiliar no pagamento das despesas deste projecto, e facultado à autarquia de Setúbal os meios para a preparação do terrapleno, onde iria ser construída a estação fluvial. Em 16 de Março de 1902, a Gazeta dos Caminhos de Ferro noticiou que já corriam as obras no lanço da estação de Setúbal até à margem do Rio Sado.
A Linha do Sado foi classificada pelo Plano Oficial da Rede ao Sul do Tejo, decretado em 27 de Novembro de 1902, embora o facto de ter o seu ponto inicial no Pinhal Novo tenha provocado alguma polémica. Nesta altura, estavam a ser ponderadas duas alternativas para o traçado inicial: a Linha poderia continuar a partir do Ramal de Setúbal, e assim abranger directamente aquela cidade, e o seu Porto, mas teria de atravessar o Esteiro da Marateca, cuja passagem se previa bastante dispendiosa; a alternativa, a partir do Poceirão, evitaria estas dificuldades, mas a Linha deixaria de passar por Setúbal. A Linha do Sado também deveria passar por Alcácer do Sal e junto a Grândola, por motivos económicos e geográficos. Em Grândola ou em Alvalade, deveria entroncar com o Ramal de Sines. Um diploma do Ministério das Obras Públicas, datado de 28 de Novembro, ordenou a realização dos estudos para as linhas que ainda não tinham projectos e orçamentos, sendo a Linha do Sado considerada prioritária. Naquele documento, também foi inserida a construção de um caminho de ferro, de carros eléctricos, entre o Seixal ou o Barreiro, até Sesimbra, passando por Azeitão.<ef name=Gazeta360/> Este empreendimento tinha como finalidade cobrir as partes da península que não eram servidas pelo Ramal de Setúbal.
A construção da Linha do Sado foi referida numa proposta de lei de 24 de Abril do ano seguinte, e a lei de 1 de Julho estabeleceu que o traçado deveria passar pelas localidades de Setúbal e Alvalade, tendo a sua construção foi ordenada por uma portaria de 6 de Outubro de 1903, enquanto que o seu percurso foi determinado por uma portaria de 19 de Abril de 1904. Em 1907, foi concluída a linha entre Setúbal e a margem do Rio Sado, onde foi instalada uma estação fluvial.

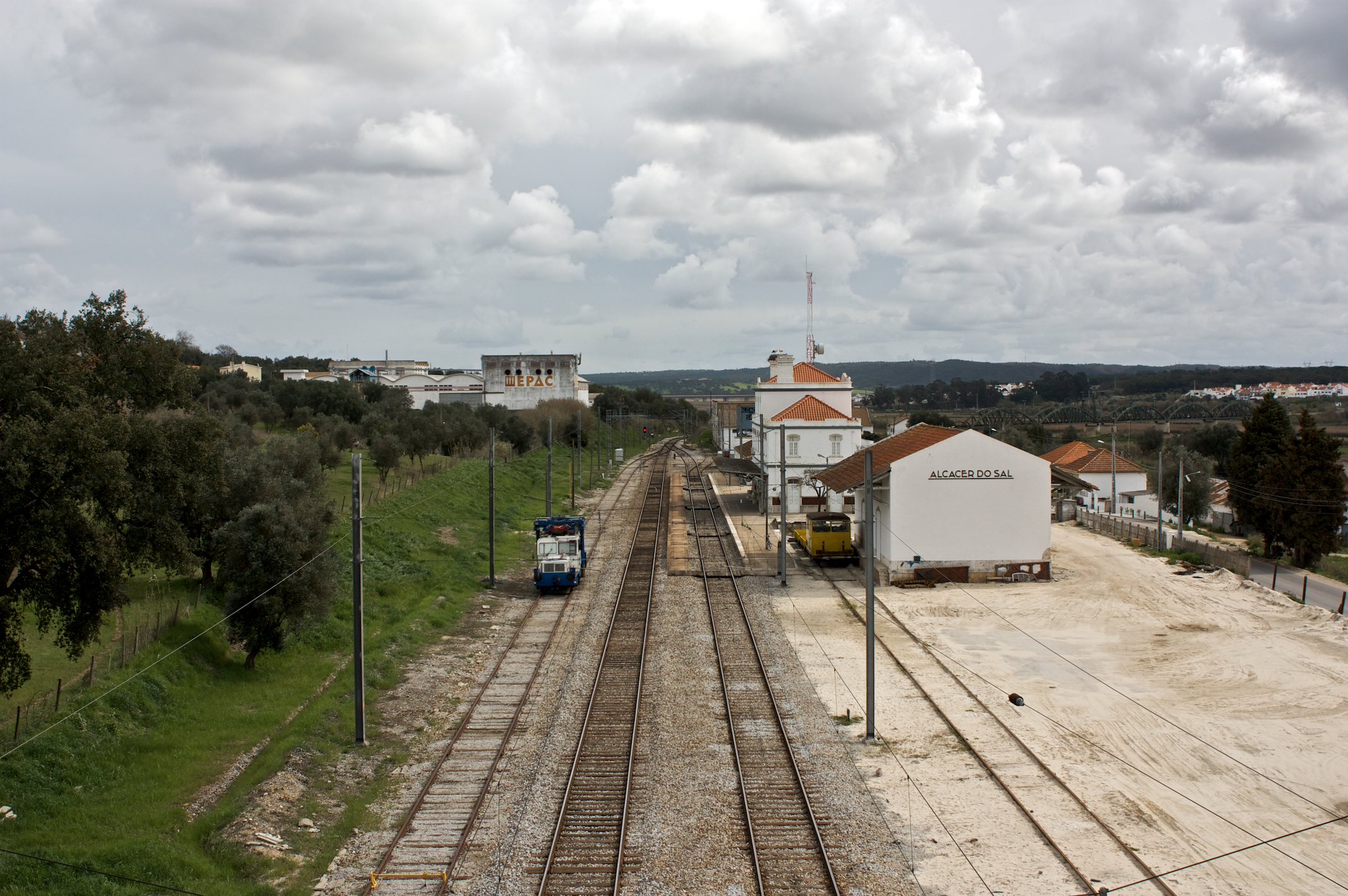
Gare de Alcácer do Sal, em 2009.

#### Segunda fase
Uma lei de 27 de Outubro de 1909 ordenou que se continuasse a linha até Garvão, tendo o concurso para a empreitada geral sido aberto por um decreto de 6 de Novembro do mesmo ano. O projecto da variante entre Cachofarra e Gâmbia foi apresentado pela Direcção de Sul e Sueste dos Caminhos de Ferro do Estado em 4 de Junho de 1912, tendo sido aprovado por uma portaria de 14 de Junho, que ordenou a construção do troço até Alcácer do Sal.
A construção da Linha do Sado iniciou-se a partir de Garvão, em 11 de Setembro de 1911, tendo o troço até Alvalade entrado ao serviço em 23 de Agosto de 1914, até Lousal em 1 de Agosto do ano seguinte, Canal Caveira no dia 20 de Setembro de 1916, Grândola em 22 de Outubro do mesmo ano, e até à estação provisória de Alcácer do Sal, na margem Sul do Rio Sado, em 14 de Julho de 1918; a inserção definitiva com a Linha do Sul foi instalada na Funcheira, em princípios de 1919. A linha chegou à margem norte do Rio Sado em 25 de Maio de 1920, tendo sido aberta a estação definitiva de Alcácer do Sal e extinta a interface provisória na outra margem; até à inauguração da ponte definitiva, em 1 de Junho de 1925, a travessia era feita através de uma ponte de serviço, com muitas restrições. Entretanto, nos primeiros anos da República Portuguesa, a empresa proprietária das Minas de Aljustrel pediu ao governo para construir um ramal para o transporte da sua produção, que poderia terminar em Alvalade, na futura Linha do Sado, ou no Carregueiro, na Linha do Alentejo. Foi escolhido este último traçado, tendo o ramal, sido construído na década de 1920.
Em 1927, os antigos Caminhos de Ferro do Estado foram integrados na Companhia dos Caminhos de Ferro Portugueses, que começou a explorar a antiga rede do Sul e Sueste em 11 de Maio desse ano. Nesse ano foram iniciados novos serviços rápidos, que ligavam o Algarve à capital em cerca de 6 horas.

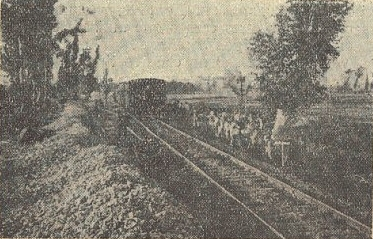
Obras de via no Pinhal Novo, em 1934

### Década de 1930
Em meados da década de 1930, o grupo SAPEC iniciou a exploração das Minas do Lousal, devido em parte à conclusão da via férrea até Setúbal, permitindo a exportação do minério para o estrangeiro. Nessa década, foi construída a primeira fábrica que utilizava as pirites de Grândola.
A partir da década de 1930, iniciou-se uma fase de crise dos caminhos de ferro em Portugal, provocada principalmente pelo desenvolvimento dos transportes rodoviários. Com efeito, nos princípios do século os acessos por estrada entre Lisboa e o Algarve eram muito deficientes; por exemplo, em 1914, ainda não era possível deslocar-se de automóvel entre a capital e o Algarve, porque ainda não tinham sido concluídos os lanços de estrada entre Ervidel e Aljustrel, e entre Almodôvar e São Brás de Alportel.

### Desastre do Rápido do Algarve
Em 13 de Setembro de 1954, uma composição descarrilou entre o Apeadeiro de Pereiras e a Estação Ferroviária de Santa Clara-Sabóia, provocando entre 29 a 34 vítimas mortais e cerca de 50 feridos.

### Década de 1970
Em 1977, foi lançado o sistema de classe única em vários troços da rede nacional, incluindo nos comboios entre o Barreiro e Praias-Sado.

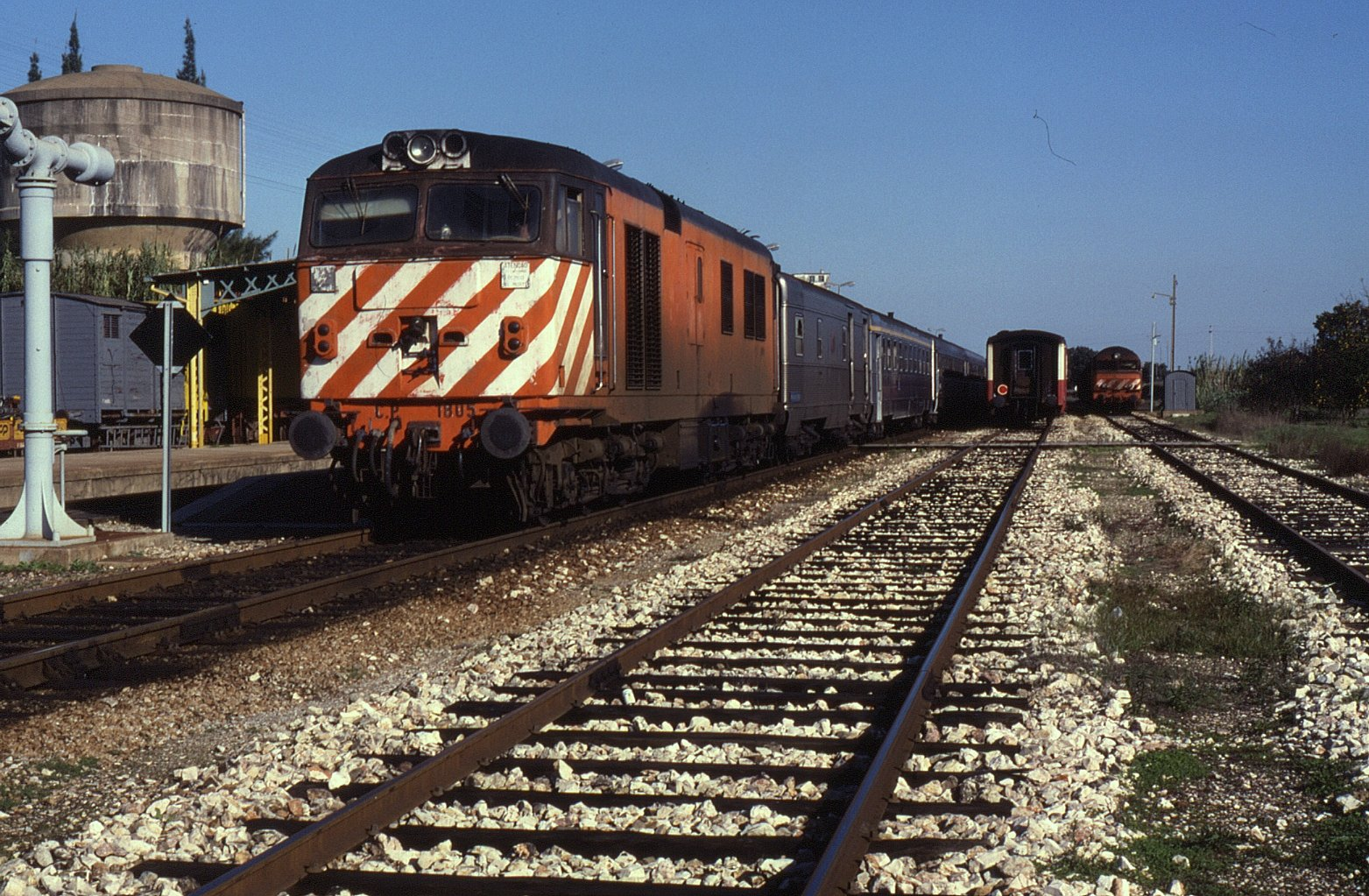
Estação de Ermidas, em 1990.

### Modernização
Em 1990, foi a concurso o Projecto SISSUL (Sistemas Integrados de Sinalização do Sul), que tinha como objectivo instalar sinalização electrónica em todas as estações e na plena via do chamado Itinerário do Carvão, entre Ermidas-Sado e a Central Termoeléctrica do Pego, que na Linha do Sado corresponde ao troço até Águas de Moura, e no troço até Pinhal Novo via Setúbal. Para controlo de tráfego, foram instalados dois centros de telecomando do tipo Centralized traffic control, um no Entroncamento e outro em Setúbal, utilizando o sistema Solid State Interlocking. Nos princípios da década de 1990, iniciou-se o transporte do carvão por via ferroviária, de Sines para a Central do Pego, com o nome do Itinerário dos Granéis.
Nos dias 9 e 10 de Maio de 1995, foi realizado um comboio especial entre o Pinhal Novo e Faro para transportar o Secretário de Estado das Obras Públicas e outros representantes do governo, que foram visitar as obras da Junta Autónoma das Estradas no Algarve, especialmente a Via do Infante. Durante o viagem para o Algarve, a comitiva também visitou Sines, tendo feito esse percurso igualmente de comboio.

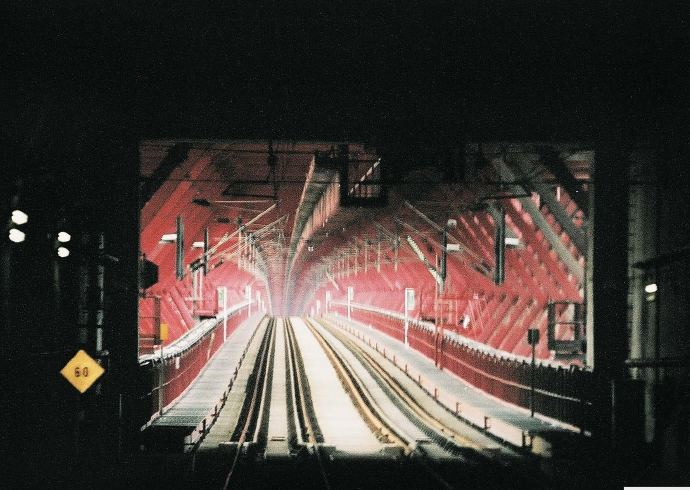
Aspecto da ligação ferroviária entre o Túnel do Pragal e a Ponte 25 de Abril, na Linha do Sul.

### Ligação a Lisboa

#### Primeira fase
Os primeiros esforços para melhorar as condições em que se fazia a travessia do Rio Tejo foram feitos em meados do século XIX, como parte do programa do governo para desenvolver os transportes em Portugal. Com efeito, a ligação entre as duas margens tornou-se especialmente importante após a construção da Linha do Sul, que terminava no Barreiro, na margem Sul do Tejo. Uma das principais inovações foi a introdução dos navios a vapor, embora a falta de dragagem das margens tenha criado problemas na sua atracagem, levando à utilização de barcos de menores dimensões para o transporte até terra. De forma a eliminar a necessidade de se fazer o transbordo das mercadorias e passageiros entre Lisboa e a margem Sul, foram feitas várias tentativas para construir uma ponte sobe o Rio Tejo, tendo-se chegado a pensar em instalar uma via férrea na Ponte Salazar, durante o planeamento daquela infraestrutura. Embora na altura da inauguração servisse apenas para o transporte rodoviário, a ponte ficou desde logo preparada para a futura instalação de uma via férrea.
Nas últimas décadas do século XX, a cidade de Lisboa registava várias deficiências com a sua rede de transportes colectivos, que causaram graves problemas a nível económico e social, e levaram a um desenvolvimento massivo do uso do transporte individual. Um dos problemas mais notórios era a circulação entre as duas margens do Tejo, feita maioritariamente pelo eixo fluvial, solução que era considerada muito deficiente em relação às necessidades de transporte. Com efeito, além de ser o local de residência para muitas das pessoas que trabalhavam na capital, a margem Sul também era o ponto terminal dos caminhos de ferro provenientes da região Sul, através das Linhas do Alentejo e do Sado. Por outro lado, com a recente integração na União Europeia esperava-se uma maior facilidade na movimentação de bens e pessoas a vários níveis, o que obrigou ao desenvolvimento dos eixos de comunicações, tanto a nível urbano como internacional, tendo sido identificados, neste sentido, vários eixos ferroviários entre Portugal e Espanha, incluindo um entre a capital e Vila Real de Santo António, que ligava Lisboa ao Sul de Espanha. Outro ponto relacionava-se com o facto de Lisboa ser um pólo de concentração de transportes, incluindo os ferroviários, sendo local obrigatório de passagem por parte dos utilizadores que se queriam deslocar de Norte para Sul e vice-versa, transição que se tornava complicada devido ao transbordo forçado do rio. Com efeito, em 1965, 77% do tráfego ferroviário nacional pertencia ao eixo entre Braga e Faro.
Por estes motivos, retomou-se a ideia de construir uma ligação ferroviária sobre o Rio Tejo junto à capital, tendo-se determinado o aproveitamento da Ponte 25 de Abril para este fim. Para este fim, foi criado em 1987 o Gabinete do Nó Ferroviário de Lisboa. Em 1991, a política dos transportes tinha como fim desenvolver e flexibilizar os meios de comunicação para passageiros e mercadorias, através da coordenação e articulação dos transportes urbanos e suburbanos no sentido da intermodalidade, aumentar a capacidade de oferta das redes urbanas, e impulsionar a construção das infra-estruturas de acesso às cidades de Lisboa e Porto. Um das principais medidas tomadas no âmbito desta política foi a aceleração do projecto para a travessia ferroviária sobre o Tejo.
Em 1992, o Conselho de Ministros aprovou a instalação dos caminhos de ferro na Ponte 25 de Abril. Nesse ano, iniciou-se o serviço Comboio Azul, que ligava o Porto ao Algarve aos fins de semana, e que foi complementado com o transporte de automóveis até Faro em 1996.

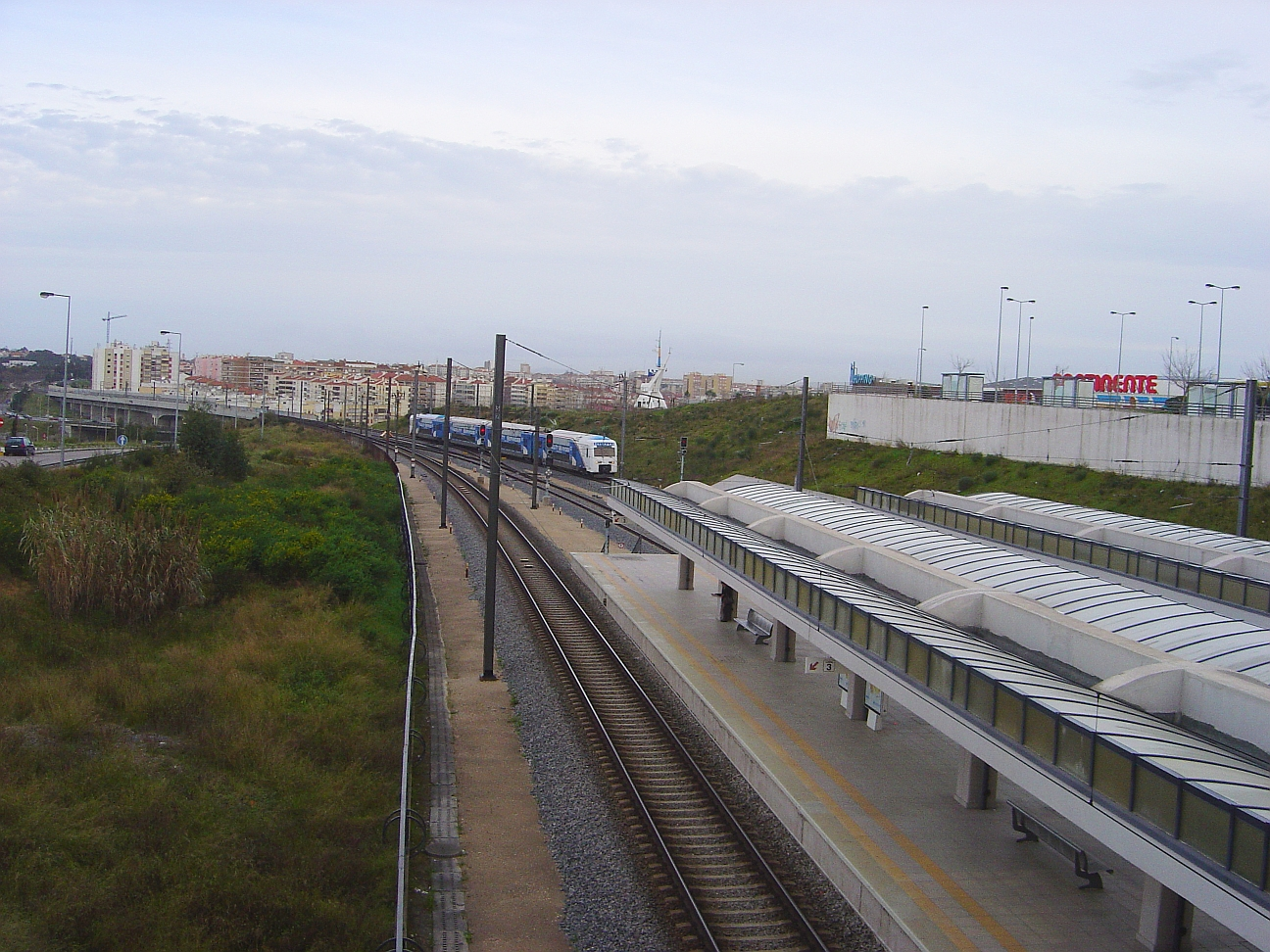
Estação Ferroviária de Fogueteiro.

#### Segunda fase
Na década de 1990, o Gabinete do Nó Ferroviário de Lisboa iniciou um conjunto de intervenções nos caminhos de ferro na margem Sul, no âmbito do projecto da travessia ferroviária do Tejo pela Ponte 25 de Abril, que iria ligar a rede ferroviária na margem Sul à Linha de Cintura, em Lisboa. Esta ligação permitiu o estabelecimento de comboios suburbanos entre as duas margens do rio e a Península de Setúbal, e de comboios de longa distância directos entre a capital e as regiões do Sul do país. Desta forma, foi construído um novo troço desde Campolide até ao Pinhal Novo, em via dupla electrificada. A estação de Campolide foi alvo de um processo de ampliação, e foram construídas novas interfaces ferroviárias, como as do Pragal e  Fogueteiro. Na primeira fase, o primeiro troço a ser construído na margem Sul foi até Coina, embora os serviços de passageiros só fossem até ao Fogueteiro, formando um eixo até Roma-Areeiro. Em 1998, entrou ao serviço o troço entre Coina e Fogueteiro, e em 1999 foi inaugurada a travessia ferroviária pela Ponte 25 de Abril, ultrapassando pela primeira vez o problema de fazer os comboios circular entre as margens do Rio Tejo junto a Lisboa, que existia há quase 150 anos. Nesse ano, iniciaram-se os serviços urbanos entre Lisboa e a margem Sul, explorados pela empresa Fertagus.
Posteriormente foi construído o troço seguinte, de Coina até Penalva. Já existia um troço construído entre Penalva e Pinhal Novo, que servia como ligação à AutoEuropa, em Palmela, que foi duplicado e adaptado a tracção eléctrica. Numa terceira fase, foi remodelado o lanço entre Pinhal Novo e Setúbal, que também passou a via dupla e foi electrificado. Entretanto, em 1997 foi criada a Rede Ferroviária Nacional, empresa que ficou responsável pela exploração das infra-estruturas ferroviárias, ficando os Caminhos de Ferro Portugueses apenas com a gestão dos comboios.
Ao mesmo tempo, foram feitas obras de modernização noutros troços da Linha do Sul, de forma a melhorar os comboios entre Lisboa e o Algarve, e possibilitar a circulação dos comboios Alfa Pendular. Esta intervenção, executada pela Rede Ferroviária Nacional, incluiu a construção de uma nova plataforma para a via férrea ao longo da Linha do Sul, e obras de consolidação e reperfilamento de taludes no lanço entre Luzianes e São Marcos da Serra.
Em 20 de Junho de 2003, foi organizado um comboio especial de Lisboa até Faro, transportando o ministro das Obras Públicas, Carmona Rodrigues e outros convidados, para uma viagem experimental e de inspecção às obras da Linha do Sul. O ministro garantiu, nessa altura, que em meados de Julho desse ano seria possível realizar um serviço directo de passageiros entre Oriente ou Entrecampos até Faro, sem necessitar de transbordo no Barreiro. Previa-se que em Maio de 2004, data de conclusão das obras, uma grande porção da linha até ao Algarve estaria pronta para velocidades de 160 Km/h, e que em alguns troços poderia-se atingir os 220 km/h, de forma a que os comboios Alfa Pendular consigam percorrer o trajecto entre Lisboa e Faro em 2 horas e 45 minutos. A operadora Caminhos de Ferro Portugueses previa a realização de um comboio deste tipo em cada sentido, e de três ou quatro comboios Intercidades por dia, que demorariam cerca de 4 horas e 30 minutos. Segundo Carmona Rodrigues, devido ao facto da linha ainda não estar totalmente equipada com tracção eléctrica e sinalização moderna, inicialmente existiria uma solução intermédia, que demoraria cerca de 4 horas e meia, e que serviria para anunciar ao público que já se podia fazer uma viagem directa entre a capital e o Algarve. No entanto, não se previa que após a abertura da linha os comboios suburbanos fossem desde logo prolongados até Setúbal e Praias-Sado, uma vez que essa concessão ainda estava a ser discutida com a Fertagus, cujos comboios apenas iam de Lisboa ao Fogueteiro. Para prolongar os seus serviços, aquela empresa necessitava de mais comboios, além que ainda não tinham sido definidos os volumes de tráfego a partir dos quais a exploração seria subsidiada pelo governo.
Durante a viagem experimental, foi realizada uma reunião numa das carruagens VIP, entre o ministro e representantes das operadoras Caminhos de Ferro Portugueses e Rede Ferroviária Nacional e do Instituto Nacional do Transporte Ferroviário, que durou cerca de duas horas. O comboio parou em Coina e na Funcheira para visitar as obras, seguindo depois para Faro, tendo acumulado algum atraso pelo caminho, devido à necessidade de parar a marcha para fazer o cruzamento com os comboios regulares. Assim, o comboio chegou a Faro às 16h00 em vez das 15h20, como estava previsto. No final da viagem, o ministro elogiou as obras, e defendeu a ideia de fazer passar os comboios enquanto ainda decorriam os trabalhos, afirmando que o seu custo, de cerca de 1 milhão de Euros, não seriam relevantes, considerando que o projecto global era orçado em 370 milhões de Euros, que não iriam atrasar as obras em curso, e que existiriam vantagens em ter desde logo comboios directos para o Algarve. Carmona Rodrigues referiu igualmente as obras que estavam a ser feitas nas Linhas do Norte e do Minho e no Ramal de Braga, com o objectivo de criar um corredor ferroviário ao longo do litoral, desde o Minho até ao Algarve, região que concentrava 85% da população portuguesa, e que seria de grande utilidade especialmente durante o Campeonato Europeu de Futebol de 2004. Durante a viagem, o ministro foi questionado sobre as previsões de uma possível explosão urbanística nas zonas da Coina e Penalva devido à presença dos novos meios de comunicação. Carmona Rodrigues, em resposta, declarou que os municípios possuíam instrumentos legais para a ordenação do território, e que em parte a construção do novo troço foi uma objecção às críticas feitas ao governo, que era acusado de construir as infra-estruturas de transportes só depois de terem sido feitas as urbanizações, o que neste caso não estava a acontecer. O regresso da viagem foi feito por estrada.
Ainda em 2003, iniciaram-se os serviços directos entre Faro e a Gare do Oriente, e em 2004 os comboios Alfa Pendular começaram a percorrer todo o Eixo Atlântico, de Braga a Faro.

### Século XXI

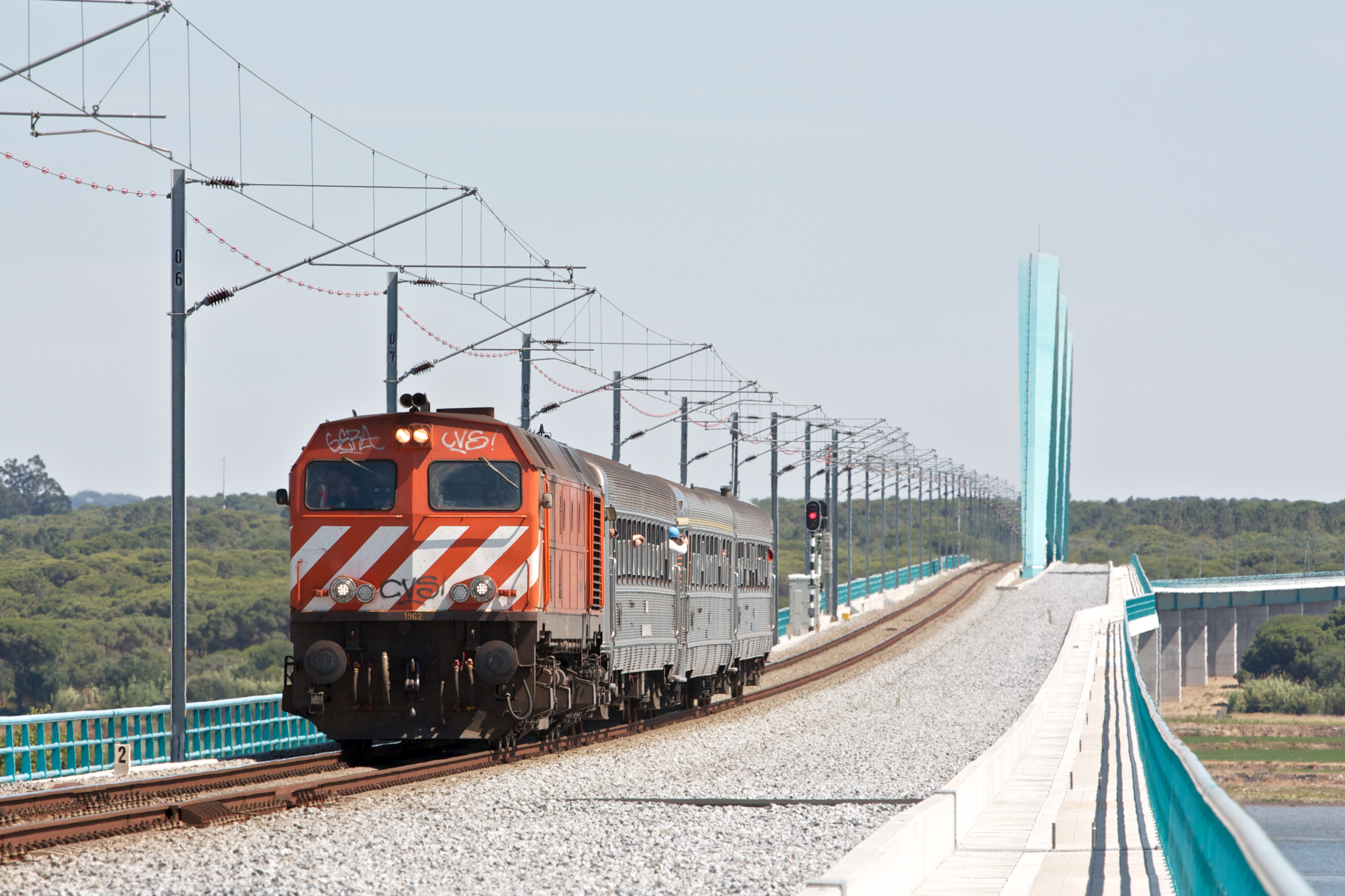
Série 1960 a fazer serviço especial, a passar pelo Variante de Alcácer.

Nos finais de 2001, já se encontravam a ser realizados os trabalhos de modernização desta Linha, tendo sido entregues à empresa Ferrovias. Em 2004 concluiu-se uma renovação integral e electrificação da ferrovia entre o Pinhal Novo e Tunes permitindo em alguns troços que os serviços Alfa Pendular atinjam velocidades de 220 km/h. Circulam, igualmente, pesados comboios carvoeiros com 2200 toneladas.

#### Construção da Variante de Alcácer
Construída entre 2007 e 2010 pelo consórcio TPF Planege e com um custo de cerca de 159 milhões de euros, a Variante de Alcácer substituiu o traçado da Linha do Sul entre a Estação do Pinheiro e o PK 94+700. Foi criada com o objectivo era reforçar a “competitividade” do Porto de Sines, reduzir o tempo de percurso entre Lisboa e o Algarve e «aumentar a segurança» do mesmo percurso. Actualmente a variante conta com uma única via apesar da plataforma ter sido preparada para duas. Entretanto o antigo traçado continua em operação mas é exclusivamente usado para os serviços de mercadorias.[carece de fontes?] Apesar de ter sido inaugurada em 12 de Dezembro de 2010, a variante já estava em uso por causa de um descarrilamento junto à Ponte Ferroviária de Alcácer do Sal que obrigou o uso da mesma. Este troço da Linha do Sul viria a usurpar esta designação aquando do abandono do segmento paralelo cistemporâneo, que servia Alcácer do Sal.

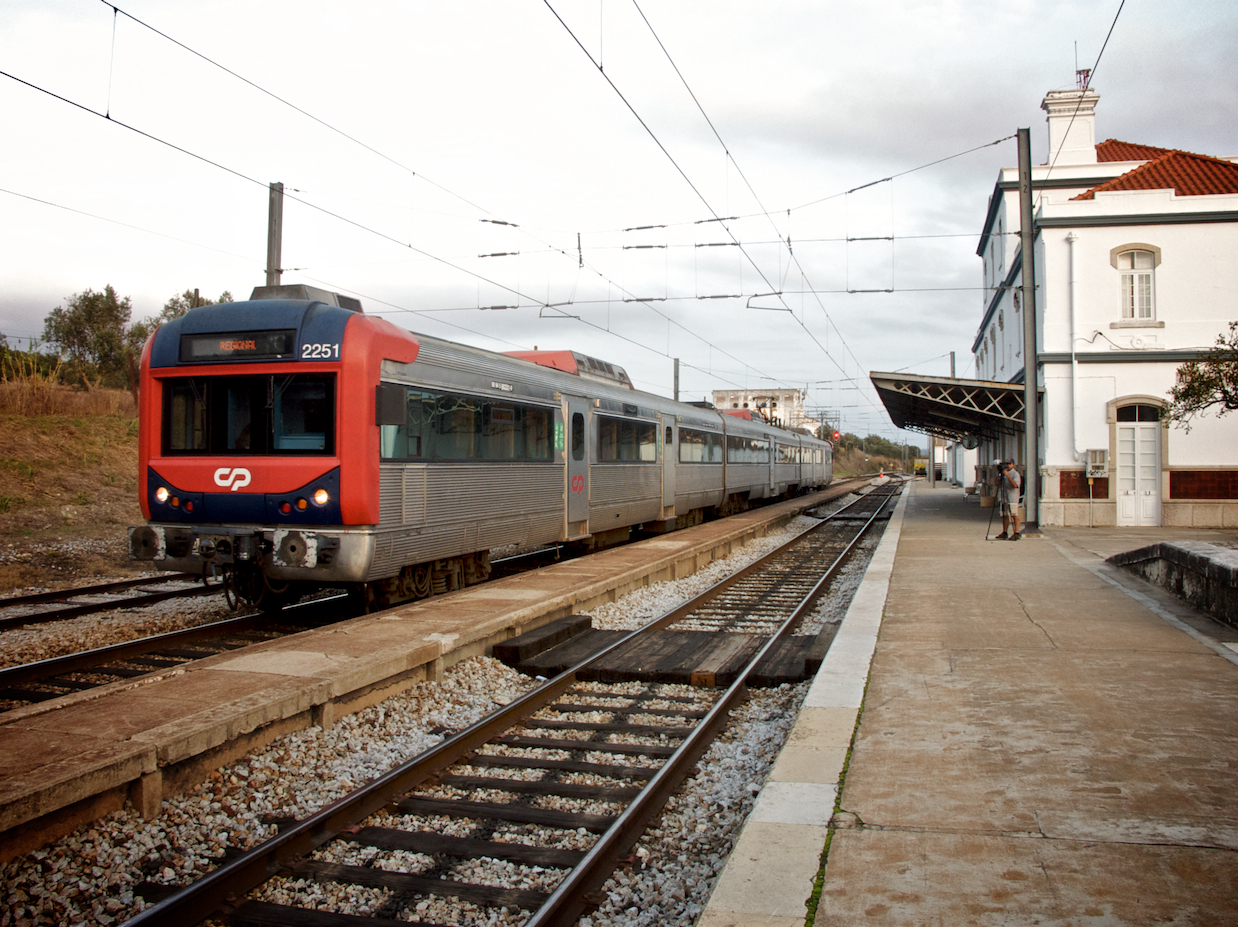
Comboio regional em Alcácer do Sal, em 2008. Desde 2011 que esta estação não tem qualquer serviço de passageiros.

#### Fim dos regionais e encerramento de estações
A 13 de Dezembro de 2009, a CP acabou com os comboios regionais directos entre Barreiro e Faro, obrigando os passageiros deste percurso a efectuar transbordos nas estações de Setúbal e Tunes. A 11 de Dezembro de 2011, a CP suprimiu todo o serviço regional entre as estações de Setúbal e Tunes, que utilizava a Linha do Sul, levando ao fim do serviço de passageiros nas estações de Monte Novo-Palma, Canal Caveira, Lousal, Amoreiras-Odemira, Luzianes e São Marcos da Serra, e nos apeadeiros de Mourisca-Sado, Azinheira dos Barros, Alvalade e Pereiras. No mesmo dia, os comboios Intercidades entre Lisboa-Oriente e Faro passaram a utilizar a variante de Alcácer, sendo eliminada a paragem na estação de Alcácer do Sal, que também ficou sem qualquer serviço de passageiros.

## Leitura recomendada
- Ligação Lisboa - Algarve: troço Pinhal Novo - Faro. Lisboa: Rede Ferroviária Nacional - REFER EP. 2004. 47 páginas
- Linha do Sul (Catálogo de Obra). Lisboa: Rede Ferroviária Nacional - REFER EP. 2004
- Sem Margens – Intervenções Plásticas nas Estações da Travessia Ferroviária Norte-Sul. Lisboa: Rede Ferroviária Nacional. 2001
- CERVEIRA, Augusto; CASTRO, Francisco Almeida e (2006). Material e tracção: os caminhos de ferro portugueses nos anos 1940-70. Lisboa: CP-Comboios de Portugal. 270 páginas. ISBN 989-95182-0-4
- MEDEIROS, Carlos Russo;  et al. (2010). Variante de Alcácer. Lisboa: Rede Ferroviária Nacional. 191 páginas. ISBN 978-972-98557-8-8
- MEISEL, Maria Leonor (2003). Sado: economia, sustentabilidade e qualidade de vida. Alcácer do Sal e Lisboa: Câmara Municipal de Alcácer do Sal e Edições Colibri. 118 páginas. ISBN 972-772-381-0